# 特训学校
特训学校，或戒网瘾学校是一种以行为矫治为目的的“学校”，此类学校会通过直播或制作大量视频进行宣传，在宣传中它们会声称可以通过“感恩教育”、“军事训练”等来矫正网瘾、早恋、跨性別、厌学、叛逆等行为。

## 运作方式

### 入学
家长在觉得自己的孩子存在着各种问题，例如：厌学、叛逆、早恋、缺乏交流等情况，却无法管控时，便会求助于此类“学校。”还有部分父母，虽孩子没什么问题，但由于看上此类学校的“军事训练”便报了名。入学时，学校会谎称不会进行殴打及言语辱骂，有些家长也会认为即使有此类暴力行为也属于一种矫正方式。而后，有的家长和学校便会以谎言或暴力将孩子送入学校，例如：2009年6月，江西一个学校曾将一个拒绝入学的学生，用床单裹住放入车内“押”进校；2024年，四川新巴蜀特训营学校被爆出可能存在冒充民警将孩子骗入学校的情况，事后该学校对此情况予以否认并拒绝采访。

### 训练
这种学校普遍缺乏管理且非常暴利：在创立之初，工商局、劳动局、教育局均可发证，建立后的教学便无人管理，学校月均学费在3000元人民币以上。该种学校大多会采用封闭管理，聘请的“老师”通常是退伍军人、初中毕业生、城管等；教学通常主要以高强度体能训练为主，且通常包含如掐脖子、扇耳光、殴打之类的体罚及虐待。学员们认为，体罚及虐待会让其寻找发泄方式，并报复社会。除此之外，学生在此类学校还可能会遭受霸凌、猥亵、性侵、强奸、关禁闭、限制进食进水等，有的学生可能会罹患抑郁症，甚至还有学生会因折磨而死亡，或自杀。